# Општина Парава (Бакау)
Парава (рум. Parava) општина је у Румунији у округу Бакау.
Oпштина се налази на надморској висини од 202 m.